# Billy Ritchie

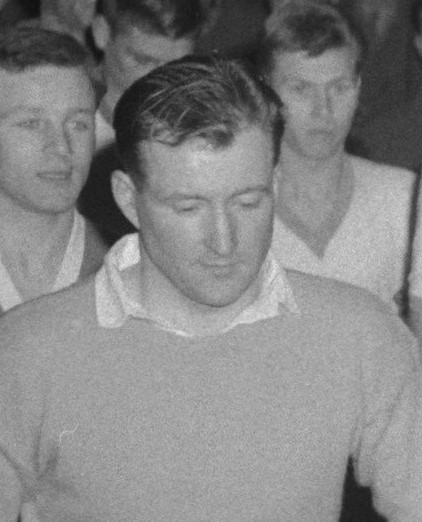
Billy Ritchie

William "Billy" Ritchie (Midlothian, Newtongrange 11 september 1936 – aldaar, 11 maart 2016) was een Schots voetbaldoelman.
Ritchie begon met voetballen bij Bathgate Thistle F.C. in Bathgate.
Vanaf 1955 tot en met 1967 speelde hij voor Glasgow Rangers. Hij stond 207 keer in het doel. Ritchie behaalde de Finale van de Europa Cup II in 1961 maar de Rangers verloren 17 mei 1961 van ACF Fiorentina in Ibrox Park en uit op 27 mei in Stadio Artemio Franchi werd met 2-1 verloren.
Ook voor het Schots voetbalelftal kwam hij 1 keer uit. Dat was op 2 mei 1962 thuis in Glasgow tegen Uruguay (2-3). Hij viel tijdens de rust in bij een 0-2 achterstand.
In 1967 ging hij spelen bij Partick Thistle FC en bouwde zijn loopbaan af toen hij in 1970 overstapte naar Motherwell FC in North Lanarkshire en later nog Stranraer FC.
Hij overleed op 79-jarige leeftijd.